# ۲۲ بهمن
۲۲ بهمن سیصد و بیست و هشتمین روز سال در گاه‌شماری خورشیدی است. به پایان سال ۳۷ روز (۳۸ روز در سال کبیسه) باقی‌است.

## مناسبت‌ها
- دهه فجر
- راهپیمایی ۲۲ بهمن

## رویدادها
- ۱۲۰۷ - حمله به سفارت روسیه در تهران و قتل الکساندر گریبایدوف سفیر روسیه
- ۱۳۵۰ - نخستین دیدار تیم فوتبال پرسپولیس با تیم فوتبال سپاهان
- ۱۳۵۷ - پیروزی انقلاب ۱۳۵۷[۱]
- ۱۳۵۷ - اعلامیه بی‌طرفی ارتش
- ۱۳۵۸ - آغاز سیل ۱۳۵۸ خوزستان
- ۱۳۶۸ - قتل در بانک کشاورزی همدان
- ۱۳۸۸ - تظاهرات هواداران جنبش سبز
- ۱۳۹۷ - گام دوم انقلاب

## زادروزها
- ۱۲۹۰ - غلامرضا ازهاری، ارتشبد نیروی زمینی شاهنشاهی ایران
- ۱۳۲۹ - مجید مظفری، بازیگر
- ۱۳۲۹ - صادق نوجوکی، موسیقی‌دان
- ۱۳۳۴ - بهتاش فریبا، بازیکن فوتبال
- ۱۳۴۷ - فاطمه هاشمی، بازیگر
- ۱۳۵۹ - آرام جعفری، بازیگر
- ۱۳۶۳ - حسن هوری، بازیکن فوتبال

## درگذشتگان
- ۱۴۰۰ - حلیمه سعیدی، بازیگر